# スティーヴン・グルームブリッジ

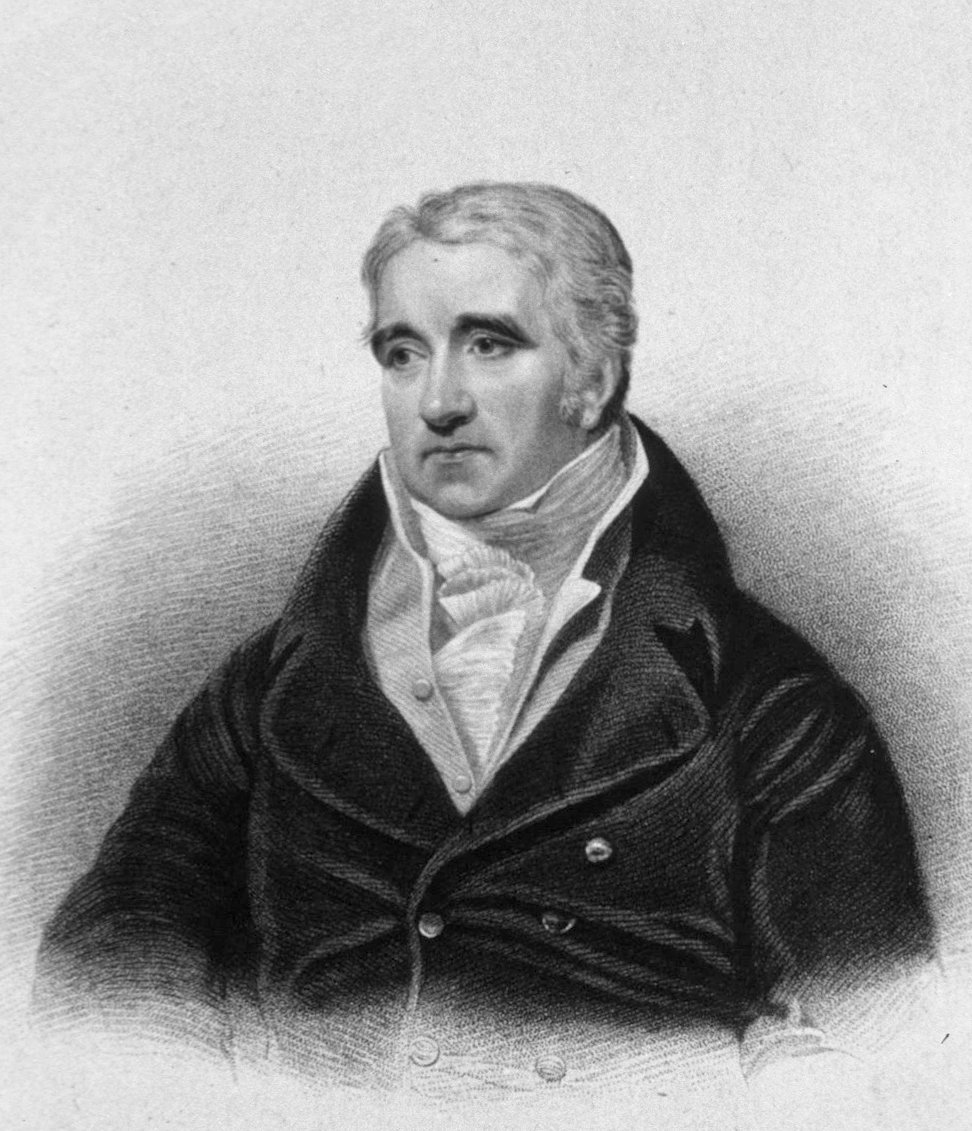
Stephen Groombridge

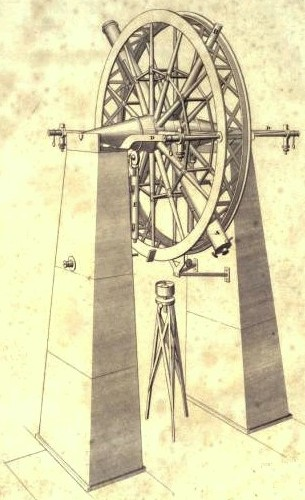
観測に用いた子午環「グルームブリッジ子午環」

スティーヴン・グルームブリッジ（Stephen Groombridge、1755年1月7日 - 1832年3月30日）は、イギリスの天文学者。天極付近の星の星表、『周極星表』（Catalogue of Circumpolar Star）が1838年に没後出版された。
ケント州グードハーストに生まれた。西インド諸島との取引をする織物商であったが、1806年にロンドンのブラックヒースに私設天文台を作り観測を始めた。1815年からは観測に専念した。1820年、王立天文学会の設立メンバーとなった。子午環（方向を固定し、天体の子午線通過の時刻を観測する望遠鏡）を使って北極星の周り50度の範囲にある8から9等星までの恒星の観測を行った。その成果は没後『周極星表』として1838年に出版された（1833年に一度発表されたが、誤りがあったため撤回されている）。
『周極星表』にはフリードリヒ・ヴィルヘルム・アルゲランダーによって1842年に当時最も大きな固有運動を持つことが発見されたグルームブリッジ1830が含まれている。